# 北京工读互助团
北京工读互助团是五四运动后中国成立的一个工读主义团体，1919年底由王光祈等人在北京发起成立，并得到了蔡元培、李大钊、陈独秀、胡适等人的支持。

## 历史
1919年7月2日，少年中国学会南京会员左舜生提出了成立“由少数同志组织的一种学术、事业、生活的共同集合体”的建议，立即得到了王光祈的响应。
1919年12月4日，王光祈在北京《晨报》发表《城市中的新生活》，正式提出了“工读互助团”的名称。王光祈得到新文化运动许多主要人物的支持，有李大钊、陈独秀、蔡元培、胡适等。北京工读互助团从1920年1月起开始运作，分三个小组，每组10-13人，每个人需要每天工作4小时，收入上交团体，衣食住等生活费由团体供给。
之后，上海、天津、武汉、南京、广州、长沙的互助团相继成立，上海的工读互助团成立于1920年3月，发起人有陈独秀、王光祈、左舜生、张国焘、刘清扬、毛泽东等26人。
但是到四月份北京的工读互助团便出现很多困难，意见不统一，入不敷出等，北京的第一小组便宣告失败。
到1920年6、7月，这些互助组相继失败，个别的坚持到1921年初。参加者很多转向共产主义。